# Юлдуз
Юлду́з (рос. Юлдуз) — селище у складі Бугурусланського району Оренбурзької області, Росія.

## Населення
Населення — 16 осіб (2010; 22 у 2002).
Національний склад (станом на 2002 рік):
- татари — 82 %